# Commission interaméricaine du thon tropical
La Commission interaméricaine du thon tropical (officiellement en anglais Inter-American Tropical Tuna Commission, communément abrégée IATTC, ou en espagnol Comisión Interamericana del Atún Tropical) est une commission internationale qui est responsable de la conservation et la gestion du thon et des autres ressources marines dans l'océan Pacifique oriental.